# 星光繼承者
《星光繼承者》（英語：Descendants）是2015年的一部美國奇幻歌舞電視電影，由以《歌舞青春》系列知名的導演肯尼·歐塔葛（Kenny Ortega）執導和編舞。敘述被囚禁的迪士尼經典大反派，他們的子女被邀與傳奇英雄的後代一同生活，但這些反派卻希望藉此機會復仇並慫恿子女同他們裡應外合，利用他們竊取仙女教母的魔杖以解除障壁，讓反派得以反攻接管奧國。

## 劇情
所有童話故事皆以傳統典型的結局——「從此幸福快樂的生活」之後，貝兒和野獸在6000位親友見證下結為連理。婚後他們不僅重振故土，最後更將周邊所有童話王國聯合統一，創建了一個屬於正派人物的繁榮理想國度——奧利堅合眾國（奧國）（The United States of Auradon, Auradon），並成為這新國家的國王和王后。野獸更將所有反派惡棍拘捕並驅逐到失落之島（The Isle of the Lost，簡稱Isle/島上）－一個被魔法障壁包圍，同時也被剝奪使用魔法，上頭永遠烏雲壟罩的貧民窟孤島－予以終身監禁。
20年後，他們的兒子小班即將在屆滿16歲時的下個月接受加冕以繼承王位，他同時也向父母宣布上任後的第一個政策是要讓失落之島的反派後裔離開該島在奧國生活，遠離他們遭受父母的不良影響，給予「洗心革面」的機會。而作為政策第一梯隊的這四個「被選中的反派之子」分別是——庫伊拉之子卡洛斯、賈方之子小傑、邪惡皇后之女伊雯和黑魔女之女小莫，四人正好是島上的孩子王。在離島臨行前，黑魔女威嚴地交給小莫自己的魔咒書，邪惡皇后則交給伊雯一個口袋大小的「魔鏡」，指示四人要竊取神仙教母的魔杖以解除障壁，讓反派可以反攻接管奧國。
隨後以小莫為首的四人通過魔法橋來到了奧國，蒞校認識了前來歡迎的小班和自稱為其女友的睡美人之女奧黛麗。他們還會見了奧國預校（Auradon Prep）校長仙女教母。當天晚上，伊雯用魔鏡得知魔杖在附近的一個「文化歷史博物館」（Museum of Cultural History）裡，小莫在博物館門前用魔法引誘保安人員觸碰母親紡車（《睡美人》中讓主角昏睡的紡車）使其沉睡，但由於小傑碰到了魔杖周圍的保護機制，因而觸動警報導致未能竊取成功。隔日四人只好開始乖乖上課等待，逐漸適應學校生活。體育課上，小傑受到賞識而被招募到學校球隊"tourney" team（類似草地曲棍球field hockey與袋棍球lacrosse的運動）；卡洛斯通過與校狗公爵（Dude）成為好友來克服他對狗的恐懼；上化學課時，伊雯試圖裝傻以勾搭上灰姑娘之子查德，但卻未能打動自負的他，反被利用為他做功課。糊塗蛋（小迷糊）之子道格勸伊雯不需故作討好，鼓勵她做回聰明的自己，同時在和伊雯談話中提到仙女教母將在加冕儀式上使用魔杖。
小莫由於使用魔法書成功改善了怯弱的教母之女珍和開朗的花木蘭之女菈妮的外貌，連帶幫助其他同學逐漸變得自信且受人歡迎，身為女王蜂的奧黛麗因此擔心起自己的地位。後來小莫得知班的“女友”將會在加冕儀式期間坐在靠近魔杖的位置，便做出參入愛情藥水的餅乾給予小班，使班瘋狂的愛上她並在比賽結束時突然告白兼載歌載舞，效果成功到連伊雯等人都大為震驚，而感到受辱的奧黛麗隨即宣布查德是她的新男友。幾天後的第一次約會，小莫感受到班的真情與溫暖，她內心的感動與得到母親認可的渴望逐漸產生衝突，不確定之後該如何回應對班的感情。在學校家庭日，奧黛麗的祖母－利雅王后遇見了與黑魔女長相如出一轍的小莫後，激動地表示因黑魔女的詛咒導致她錯過了愛女奧洛拉的童年，引發現場陷入一片混亂。後來在變得驕傲的珍出言嘲諷時，小莫終止她在珍身上所使用的美麗法術。雖然小班、菈妮和道格對反派之子仍然友好，但他們卻被迫疏遠。
在加冕典禮前，小莫給了班一個含有愛情魔咒的解藥的布朗尼，認為沒有必要在一切結束後繼續讓他中咒。然而他坦白，自從他們約會時在魔法湖游泳後，他已經擺脫了這個咒語，並直言小莫是真的喜歡上了他，而自己也是真心相待。在小班正要接受神仙教母祝福時，小莫等人依然在猶豫是否該如期下手，突然間自卑的珍叛逆地從母親手裡拿走魔杖想挽救自己的外表，卻因無法控制而意外將小島障壁打出破綻。小莫從珍手裡搶過魔杖，阻撓任何人搶到它，這時班鼓勵她自己做出選擇，而不是追隨黑魔女的路。小莫這才體認到她們其實已冥冥之中順著良善的本性，而非父母教育的邪惡在奧國找到了幸福，於是小莫等人選擇做好人並擁抱和解。
這時黑魔女的出現破壞了儀式，凍結除了自己和反派之子以外的所有人。當他們反抗她時，黑魔女變成了龍反擊他們。小莫和她的朋友們使用相反的咒語（〖當四顆心合而為一，邪惡之力將化為零〗），將黑魔女變成一隻蜥蜴，率先解凍的神仙教母解釋這咒語是基於她心中「愛的大小」而成。當她解凍所有人時，小莫把魔杖歸還給教母，並告訴她不要為難珍妮。最後，其他的三位反派父母從島上的高塔觀看遠方慶祝煙火晚會，奧國預校的學生們歡欣鼓舞。當小莫轉向觀眾講話時，她的眼睛變綠，暗示這個故事還沒有結束。

## 角色

### 繼承者（The Descendants）
| 演員                                  | 角色            | 角色                 | 介紹／關係 | 配音員（台版） |
| 演員                                  | 中文名（台/中） | 英文名               | 介紹／關係 | 配音員（台版） |
| 德芙·卡梅隆                           | 小莫/           | Mal                  | 女主角，黑魔女的女兒，反派之子的領頭。因渴望得到母親的認可而裝作“壞”孩子，後來本性善良的她從班的身上獲得溫暖，最後與之成為一對。 | 石采薇         |
| 索菲婭·卡森                           | 伊雯/           | Evie                 | 邪惡皇后的女兒，白雪公主繼妹（無血緣關係）。與小莫結為閨密。因母親教導而裝作膚淺傻妹，被小莫和道格鼓勵做回聰明且才華洋溢的自己。 | 陳貞妤         |
| 卡梅隆·伯埃斯                         | 卡洛斯          | Carlos               | 庫伊拉·德維爾兒子。因不想繼續受媽媽使喚而接受前往奧國，原先因媽媽「教導」而很怕狗，直到經小班介紹與校狗公子成為好友才克服恐懼。 | 鈕凱暘         |
| 波波·斯圖爾特                         | 小傑/           | Jay                  | 賈方兒子。原先被父親教導成為竊賊，直到健壯勇猛的他加入校隊成為MVP，獲得成就感和歸屬感才做回自己。對同樣活潑善武的菈妮一見鍾情。 | 王辰驊         |
| 米謝爾·荷蒲 （Mitchell Hope）         | 班傑明/本杰明王子     | Prince Benjamin      | 男主角。暱稱小班/本（Ben），貝兒與野獸獨子與奧國王儲，也是校隊隊長，片尾正式登基為新國王。擁有父親的「銳利眼光」（GOOD LOOKS）與母親的「悲憫心腸」（GOOD HEART），最後與小莫成為一對。                                                                         | 王辰驊         |
| 布莉娜·達米科 （Brenna D'Amico）      | 珍/             | Jane                 | 神仙教母女兒，生性膽小害羞。常因自己的外貌而自卑，且容易因他人的話語而敏感，但當獲得人氣後也會變得更加自傲。 |                |
| 莎拉·傑佛瑞                           | 奧黛麗/奥得利公主     | Princess Audrey      | 愛洛／奧羅拉公主（Princess Aurora）和菲利普王子（Prince Phillip）女兒。小班女友兼啦啦隊長，一開始不喜歡小莫等人，尤其因父母輩的故事而與小莫互相敵視。 |                |
| 扎哈里·吉布森 （Zachary Gibson）      | 道格            | Doug                 | 七小矮人中最小的小迷糊（糊塗蛋Dopey）兒子，一個有些笨拙的書呆子。初見伊雯時就對她一見鍾情，在她被老師為難時幫助她。喜歡伊雯聰明的一面。 |                |
| 耶底底亞·古德克 （Jedidiah Goodacre） | 查德王子        | Prince Chad Charming | 又稱王子二世（Prince Charming, Jr.），仙度瑞拉（Cinderella）和白馬/查明王子（Prince Charming）兒子。外表看似帥氣且愚笨，實則心機頗重，曾將伊雯魔鏡暗中摸走交給老師；於家庭日（Family Day）上聯合奧黛麗向眾人數落小莫等人並辱罵伊雯，甚至後來叫其他人加以排擠。 | 鈕凱暘         |
| 黛安·杜安                             | 菈妮/           | Lonnie               | 花木兰（Fa Mulan）和李翔（Li Shang）女兒。性格活潑直爽，善待小莫等人，在聽聞反派之子似乎從未獲得父母的疼愛時同情落淚。 |                |

### 傳奇英雄（Heroes）
| 演員                           | 角色              | 角色                | 介紹／暱稱／關係／職業 | 配音員（台版） |
| 演員                           | 中文名（台/中）   | 英文名              | 介紹／暱稱／關係／職業 | 配音員（台版） |
| 梅蘭妮·帕克森                  | 神仙教母          | The Fairy Godmother | 奧國預校（Auradon Prep）校長（headmistress）與珍的母親。秉持著善良至上教導眾人，對女兒珍有些疏於照顧。其魔杖被安放在博物館中。                                     |                |
| 丹·佩恩                        | 野獸              | King Beast          | 奧國開國國王，班傑明父親。起初擔心兒子過早繼位無法承擔職責，也並不太能接受他的「政策」，最終認可了他的能力。                                                       | 王希華         |
| 琪肯·康納·崔西                 | 貝兒              | Queen Belle         | 奧國開國王后，班傑明母親。想法開明，支持兒子的「政策」，但在剛得知班和反派之子小莫交往時差點昏倒。                                                                 |                |
| 史蒂芬妮·班尼特                | 白雪公主          | Snow White          | 加冕典禮主播。在電視亮相時被邪惡皇后譏諷：肯定是去「微整形」了。                                                                                                   |                |
| 朱迪思·马克西 （Judith Maxie） | 利雅王后/利亚皇后 | Queen Leah          | 愛洛（奧羅拉）王妃母親與奧黛麗外祖母。初遇時誤認小莫為黑魔女，由此感到驚恐且聯想不能陪伴女兒成長之心酸，而因此敵視小莫等人。最後因她們勇敢對抗黑魔女的行為而改觀。 | 謝佼娟         |

### 經典反派（Villains）
| 演員               | 角色            | 角色           | 介紹／暱稱／關係／職業 | 配音員（台版） |
| 演員               | 中文名（台/中） | 英文名         | 介紹／暱稱／關係／職業 | 配音員（台版） |
| 溫蒂·拉奎爾·魯賓遜 | 庫伊拉·德維爾/库伊拉·德·维尔  | Cruella De Vil | 卡洛斯母親，總是使喚兒子以致捨不得他前去奧國（原文：他去上學那誰要幫我清狗窩？）。養著假狗娃娃，並從小灌輸兒子真狗是「怪物」。       |                |
| 馬茲·喬布拉尼      | 賈方/           | Jafar          | 小傑父親與一家舊貨店（junk shop）老闆，鼓勵兒子像自己一樣善於偷竊。                                                                  |                |
| 凱西・那吉米       | 邪惡皇后/邪惡王后       | The Evil Queen | 伊雯母親，灌輸女兒要嫁給一個「有城堡（和好多鏡子）」的王子的觀念。其魔鏡被縮小成口袋大小。                                           | 張乃文         |
| 克莉絲汀·錢諾維斯  | 黑魔女/玛琳菲森         | Maleficent     | 小莫母親，島上反派之首。是小莫尊敬又恐懼的存在。臨行前交給女兒一本《魔法書》，最後在加冕典禮上被女兒「愛的力量」打敗而成為「蜥蜴」。 | 謝佼娟         |

### 其他角色（Other Characters）
| 演員                              | 角色                | 角色          | 介紹／暱稱／關係／職業                                                                          | 配音員（台版） |
| 演員                              | 中文名（台/中）     | 英文名        | 介紹／暱稱／關係／職業                                                                          | 配音員（台版） |
| 瑞斯·亞歷山大 （Reese Alexander） | 詹金斯教練 （直譯） | Coach Jenkins | 球隊教練（Tourney coach），看出小傑的潛力，並鼓勵他加入球隊，教導他“隊員就是家人”。             | 王希華         |
| 喬納森·霍姆斯 （Jonathan Holmes） | 德利老師 （直譯）   | Mr.Deley      | 化學老師（Science teacher），課堂上為難過伊雯，透過查德拿走伊雯作弊的魔鏡，以此威脅她考試及格。 |                |

## 外部連結
- 官方网站（英文）
- 星光繼承者在互联网电影资料库（IMDb）上的資料（英文）